# Emanuele Rizza
Emanuele Rizza (né le 8 février 1984 à Syracuse) est un coureur cycliste italien.

## Palmarès
- 2002
  - 2e du championnat d'Italie sur route juniors
  - 9e du championnat du monde sur route juniors
- 2003
  - 3e du Gran Premio La Torre
- 2004
  - Gran Premio Cavir
  - 2e du Grand Prix de la ville de Vinci
- 2005
  - Giro del Compitese
  - Gran Premio Cementeria Fratelli Bagnoli
  - Gran Premio Sportivi Poggio alla Cavalla
  - Trofeo David Susini
  - 2e de Florence-Empoli
  - 3e du Gran Premio La Torre
  - 3e du Trofeo Comune di Lamporecchio
- 2009
  - 3e de Banja Luka-Belgrade I

## Classements mondiaux
| Année           | 2006   | 2007 | 2008 |
| --------------- | ------ | ---- | ---- |
| UCI Asia Tour   | 226e   |      |      |
| UCI Europe Tour | 1 233e | 890e | 467e |